# Defoliant

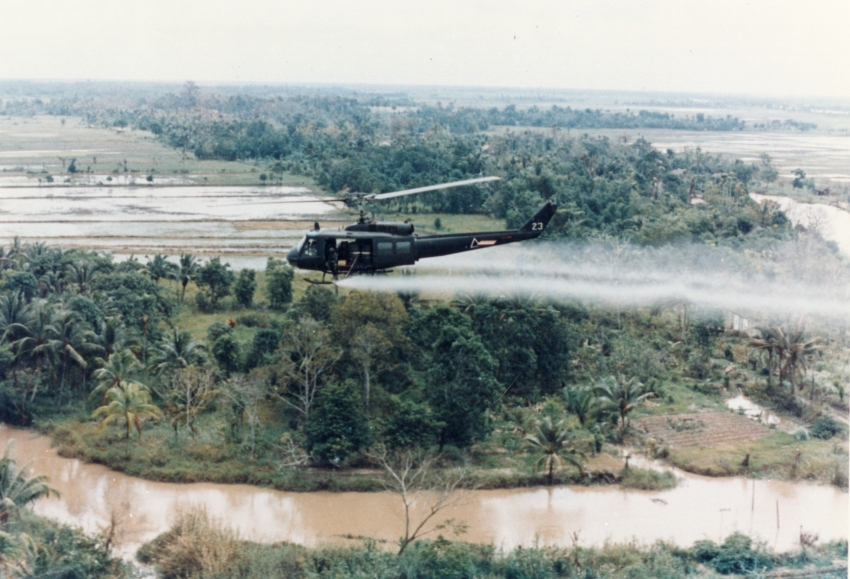
Vrtulník Bell UH-1 Iroquois rozprašující Agent Orange během války ve Vietnamu

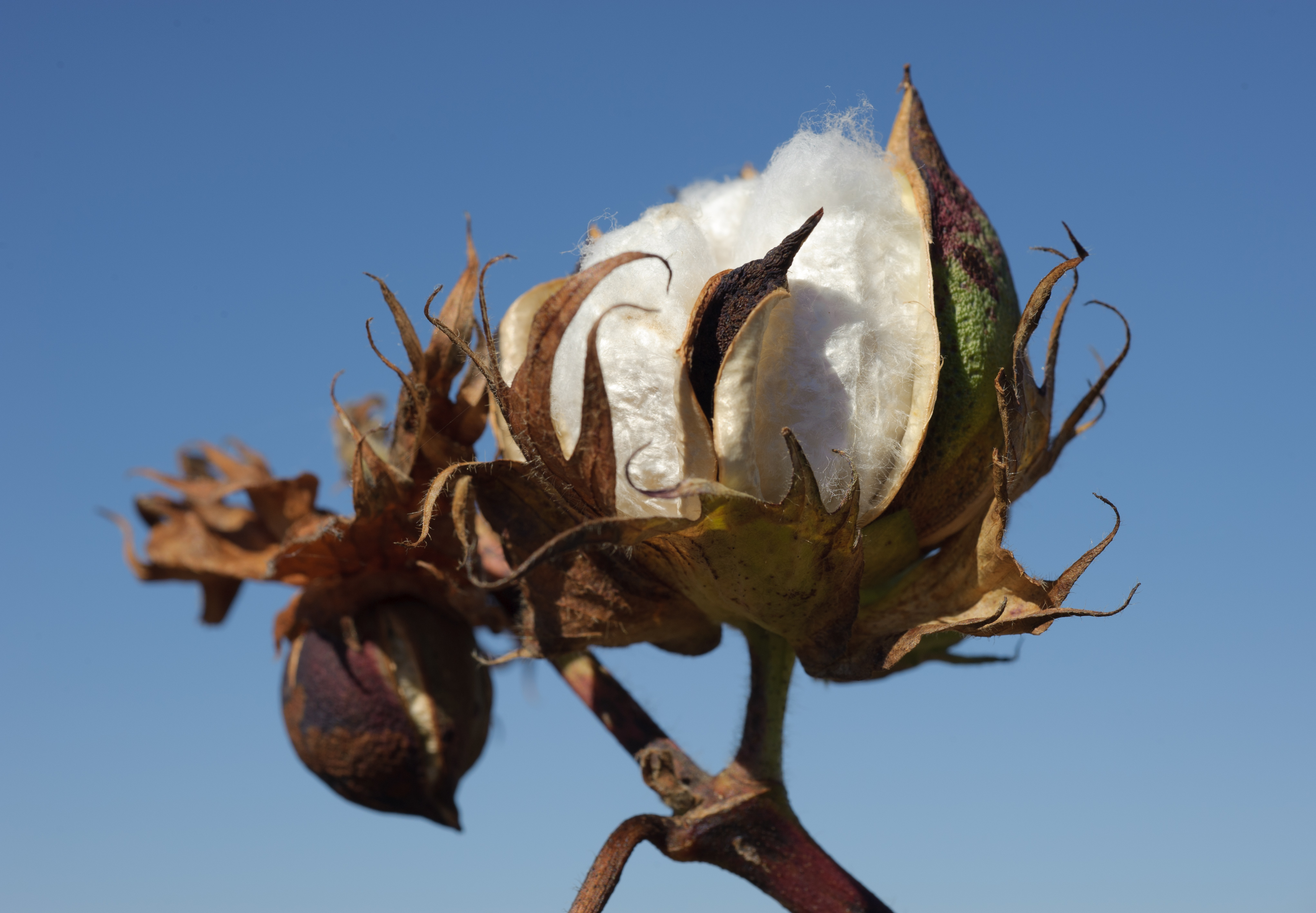
Defolianty se používají při sklizni určitých plodin jako je bavlna.

Defoliant (lat. folium – list) je druh herbicidu používaného zejména před mechanizovanou sklizní plodin (např. u řepky olejné, semenných luskovin, brambor, bavlníku, atd), který u rostliny způsobuje odpadávání listů (defoliaci).

## Defoliace
Defoliace je způsobena fytohormonem ethylenem. Ten je obvykle v rostlině inhibován rostlinným hormonem auxinem. Právě na ethylen se defolianty zaměřují.

## Druhy

### Hormonální
Zvyšují produkci ethylenu nebo inhibují schopnost rostliny transportovat auxin.
Pomalejší, např. Thidiazuron (Dropp®), Acrofol (Prep ®)

### Herbicidní
Způsobují malé poškození listům rostliny, které způsobí zvýšenou produkci ethylenu, jako odpověď rostliny.
Např. Tribufos (FOLEX 6 EC COTTON, Def-6), Paraquat, Dimethipin (Harvade® 25 F), Diquat (Reglone, Diquash), Chlorečnan sodný (CORE Poly-Foliant V, Drexel, Defol)
Některé výrobky jsou směsí obou druhů defoliantů.

## Speciální využití
Známým defoliantem byla směs 2,4-dichlorfenoxyoctové kyseliny (2,4-D) s 2,4,5-trichlorfenoxyoctovou kyselinou (2,4,5-T)
nazývaná Agent Orange. Ten byl používán v masovém měřítku americkou armádou během války ve Vietnamu v letech 1962 až 1971 v jižním Vietnamu a na přilehlých územích dalších států s cílem zničit rostlinstvo v rozsáhlých oblastech tak, aby mohly být snáze bombardovány základny a zásobovací trasy nepřátelských jednotek.
Obyvatelstvo následkem používání tohoto herbicidu dodnes trpí genovými mutacemi.
Jedna ze složek Agent Orange (2,4,5-T) se od roku 1965 vyráběla i v Československu v chemičce Spolana Neratovice. Výroba byla v roce 1968 ukončena a provozy uzavřeny.